# Orazio Ferraro

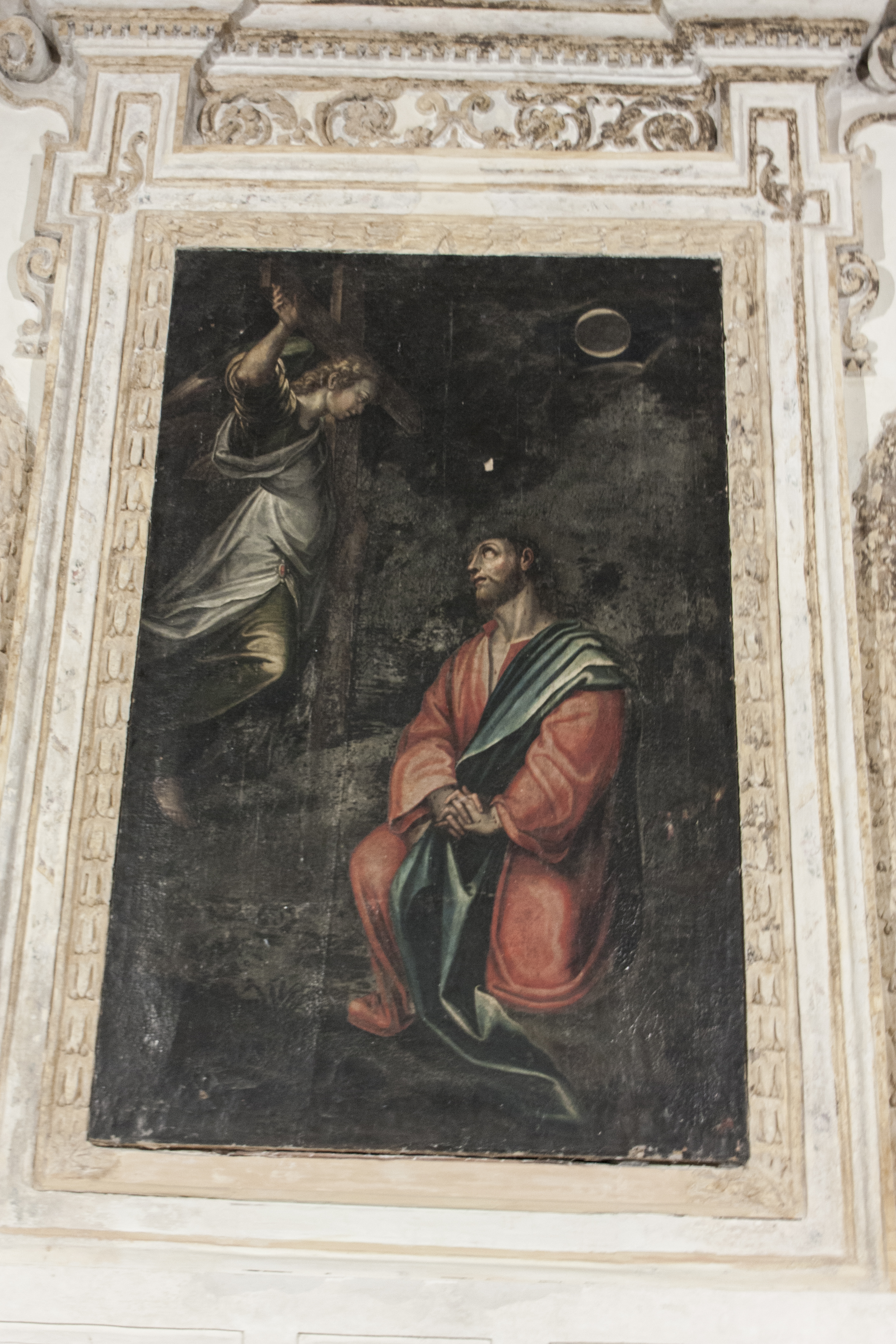
Cristo orante nell'orto del Getsemani

Orazio Ferraro, genannt auch Orazio da Giuliana (* 1561 in Giuliana; † 1643 in Palermo) war ein Maler und Stuckateur des Barock auf Sizilien.

## Leben
Orazio Ferraro war der jüngste Sohn und Schüler des berühmten Malers, Stuckateurs und Bildhauers Antonio Ferraro. Bis zu dessen Tod (1609) arbeiteten er und sein Bruder Tommaso in der väterlichen Werkstatt.  Seine wichtigsten Arbeiten schuf er für Kirchen seiner Geburtsstadt Castelvetrano.
Stilistisch folgte Orazio Ferraro in seinen Arbeiten dem Vater.

## Werke (Auswahl)
- Chiesa San Lorenzo (Caltabellotta): Fresken und Stuckdekoration in der Marienkapelle (1594)
- Chiesa Santa Maria Rifesi (Burgio): 5 Nischentatuen aus Stuck und Deckenfresken in der Chorkapelle (1596)
- Chiesa Madre (Bugio): Stuckdekoration
- Chiesa di San Cataldo (Erice): Stuckstatue „Madonna della Stella“ (1599)
- Chiesa San Giovanni (Castelvetrano): Tafelbild „Anbetung der Könige“ (1602)
- Chiesa San Giuliano (Erice): Madonna Immacolata (Unbefleckte Empfängnis) in Stuck  (1605)
- Kathedrale (Gangi): Stuckarbeiten (mit Antonio Ferraro) (vor 1609)
- Kathedrale Santissimo Salvatore (Mazara): Stuckdekoration, mit Antonio (vor 1609)
- Chiesa di Santa Margherita (Sciacca): Polychrome Stuckdekoration (1609–1624)
- Chiesa del Monte di Prestano (Monreale): Altarbild „Madonna del Stellario“ (1612)
- Oratorio del Rosario di San Domenico (Palermo): Tafelbild „Auferstehung“
- Chiesa della Matrice (Castelvetrano): Altarbild „Santa Maria Assunta“ (1619) und ein Tafelbild „Adorazione dei Mopi“ (Anbetung)
- Chiesa Madre (Erice): Tafelbild „Heiliger Isidorus“ (1622)
- San Domenico (Castelvetrano): Stuckdekoration und Fresken
- Santa Maria del Soccorso (Castellammare): Tafelbild „Kreuzigung mit Petrus und Paulus“
- Mikalojus Konstantinas Čiurlionis National Art Museum (Kaunas/Litauen)Tafelbild „Johannes der Täufer“
- Chiesa di San Agostina (Caltabellotta): „Kreuzabnahme“ in Terracotta